# قاعدة فاندنبرغ الجوية
قاعدة فاندنبرج الجوية (بالإنجليزية: Vandenberg Air Force Base)‏ (إياتا: VBG)، إيكاو: KVBG، معرف الموقع إف إيه إيه: VBG)، قاعدة تتبع القوات الجوية الأمريكية وتبعد مسافة 14.8 كم شمال غرب لومبوك في ولاية كاليفورنيا، وتضم جناح خاص تابع للقيادة الفضائية للقوات الجوية الأمريكية، وتوجد منصة لإطلاق الصواريخ إلى المدار القطبي من الساحل الغربي للولايات المتحدة، تابعة إلى وزارة الدفاع، استخدمت في إطلاق عدد من الصواريخ مثل أطلس 5، دلتا 4 وفالكون 9، إنشئت القاعدة سنة 1941 واطلق عليها اسم فاندنبرغ تكريماً لقائد القوات الجوية السابق هويت فاندنبرغ.